# Zełwągi
Zełwągi (niem. Zellbongen oraz Selbongen) – wieś w Polsce, położona w województwie warmińsko-mazurskim, w powiecie mrągowskim, w gminie Mikołajki. 
W 2021 miejscowość zamieszkiwało 350 osób. 51.4% mieszkańców stanowiły kobiety, a 48.6%- mężczyźni.
W latach 1975–1998 wieś administracyjnie należała do województwa suwalskiego. Zełwągi leżą na trasie Mikołajki-Mrągowo (droga krajowa nr 16, Linia kolejowa nr 223), pomiędzy trzema jeziorami, Głębokim, Płocicznym i Inulcem. Niegdyś osada rolnicza i rybacka, obecnie – ze względu na bliskość Mikołajek – popularne miejsce turystyki wyjazdowej (na miejscu hotel, pensjonaty oraz liczne kwatery prywatne i agroturystyczne). W wiosce znajduje się ogólnodostępna plaża wiejska.
Wieś wymieniana jest w dokumentach z roku 1540, a następnie z 1647.

## Integralne części wsi
| SIMC    | Nazwa    | Rodzaj    |
| ------- | -------- | --------- |
| 0762419 | Bagienko | część wsi |
| 0762425 | Grabnik  | część wsi |
| 0762431 | Klon     | część wsi |
| 0762448 | Nowiny   | część wsi |
| 0762454 | Wesołowo | część wsi |

## Kościół Jezusa Chrystusa Świętych w Dniach Ostatnich w Zełwągach

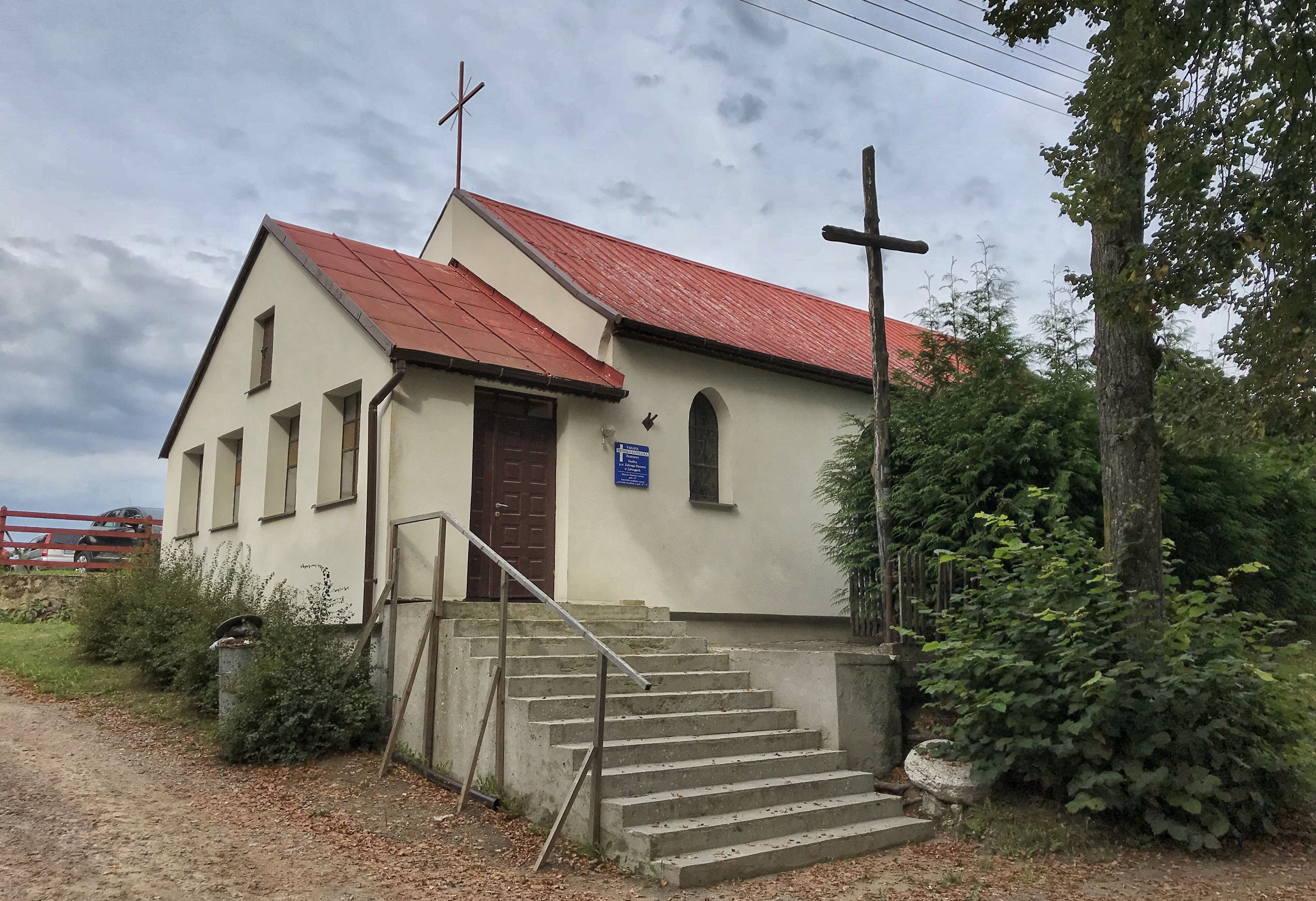
Dawna kaplica Kościoła Jezusa Chrystusa Świętych w Dniach Ostatnich, obecnie rzymskokatolicka

W roku 1922 mieszkaniec wsi Fritz Fischer, który przystąpił do Kościoła Jezusa Chrystusa Świętych w Dniach Ostatnich w Berlinie, rozpoczął głoszenie mormonizmu wśród mieszkańców Zełwąg. 18 kwietnia 1923 w jeziorze Inulec miał miejsce chrzest sześciu mieszkańców wsi i powstała tu wówczas mormońska gmina, natomiast w 1926 miejscowa społeczność mormońska skupiała już 40 osób. Z inicjatywy Fischera do miejscowości sprowadzili się amerykańscy misjonarze. W 1929, gdy do Kościoła Jezusa Chrystusa Świętych w Dniach Ostatnich przystąpiło ponad 100 osób, we wsi wzniesiono kaplicę – pierwszy tego typu budynek Kościoła w centralnej części Europy. Powstała ona na działce podarowanej przez rodzinę Kruska, a jej budowa została sfinansowana częściowo ze środków Misji Wschodnioniemieckiej Kościoła Jezusa Chrystusa Świętych w Dniach Ostatnich. Obiekt został poświęcony przez amerykańskich misjonarzy 14 lipca 1929.
Do 1939 roku w wyniku działalności Fritza Fischera mormonami zostało 157 mieszkańców wsi, co uczyniło ją w większości mormońską i stanowiło unikat na skalę światową. Krótko przed wybuchem II wojny światowej ze wsi wyjechali amerykańcy misjonarze. Podczas trwania wojny społeczność mormońska funkcjonowała w dotychczasowy sposób, jednak należący do niej mężczyźni powoływani byli do niemieckiej armii. Sytuacja mieszkańców uległa zmianie w zimie na przełomie lat 1944 i 1945, kiedy do miejscowości zamieszkałej już wówczas jedynie przez kobiety, dzieci i osoby starsze wkroczyła Armia Czerwona. Codziennie ludność wsi padała ofiarami pobić, gwałtów (w tym zbiorowych) i morderstw popełnianych przez radzieckie wojsko. W celu zniechęcenia gwałcicieli, kobiety smarowały ubranie i włosy kałem oraz błotem. Przynajmniej dwie z nich urodziły dzieci pochodzące z gwałtu popełnionego na nich przez członków armii radzieckiej.
W sierpniu 1946 zełwąską społeczność odwiedził Ezra Taft Benson, członek Kworum Dwunastu Apostołów, który objął w późniejszym okresie urząd Prezydenta Kościoła. Dostarczył on pomoc żywnościową oraz finansową.
W 1947 do Zełwąg zaczęli powracać mężczyźni. Jednocześnie pogarszały się stosunki z przybywającą tu polską ludnością napływową. W związku z licznymi kradzieżami, kury hodowane przez mormonów były zanurzane przez nich w wodach jeziora Inulec w szczelnych, metalowych konstrukcjach działających na zasadzie dzwonu nurkowego. Zimą pojemniki te spuszczane były do wykonanych w pokrytym lodem jeziorze przerębli. Doprowadziło to do powstania wśród ludności napływowej legendy o zatopieniu przez mormonów w jeziorze skarbu, m.in. złotych tablic z umieszczonymi na nich zasadami tego wyznania. W 1947 zostało ogłoszone przesiedlenie mormonów do Niemiec i wyznaczono dokładny termin wyjazdu. W dniu zbiórki spakowali oni swój dobytek i udali się na stację kolejową, lecz na miejscu poinformowano ich, że akcja została odwołana. Po powrocie do wioski zastali swoje domy już splądrowane przez ludność polską. Miejscowa gmina mormońska skupiała wówczas 121 członków. W wyniku II wojny światowej i opuszczenia wsi przez wielu rdzennych mieszkańców Kościół podupadł, choć nabożeństwa wciąż się odbywały.
W 1947 polskie władze zaczęły utrudniać mormonom prowadzenie praktyk religijnych i nabożeństw w języku niemieckim. W grudniu 1947 w wyniku zakazu sprawowania spotkań w innym od polskiego języku doszło do zamknięcia kaplicy. Jej ponownego otwarcia dokonano 10 grudnia 1950, kiedy zełwąscy mormoni opanowali podstawy języka polskiego oraz dokonano przekładu części pieśni. Nie zahamowało to jednak utrudnień ze strony władz i pojawiających się konfliktów z napływową ludnością. Z czasem sytuacja ta zaczęła się normalizować. Część mormonów uzyskała polskie obywatelstwo, natomiast pozostałym było ono odmawiane. Jedynie w nielicznych przypadkach uzyskiwano pozwolenie na wyjazd. Dopiero dzięki odwilży politycznej w 1956 rozpoczęła się pierwsza fala wyjazdów ludności autochtonicznej.
Zełwąscy mormoni doprowadzili do rejestracji Kościoła w roku 1961. Dzięki układowi pomiędzy Polską a RFN z 1970 nastąpiła kolejna fal wyjazdów z miejscowości, w wyniku czego w roku tym pozostało jedynie 19 członków gminy mormońskiej, którzy nie byli w stanie utrzymać budynku kaplicy. Została ona zamknięta w 1971, a gmina uległa likwidacji 27 czerwca 1971 poprzez przekształcenie jej w grupę spotykającą się w mieszkaniach prywatnych.
W całym okresie 1945–1971 zełwąska kaplica była jedyną placówką Kościoła w Polsce. Niektórzy wierni dojeżdżali na nabożeństwa z Warszawy, Śląska lub Pomorza. Po zamknięciu kaplica pozostawała niewykorzystywana przez kilka lat. W wyniku jej przekazania władzom lokalnym została następnie przekształcona na magazyn, salę ślubów i salę ćwiczeń. W 1982 dawna kaplica została przejęta przez kościół rzymskokatolicki i od tej pory prowadzone są w niej nabożeństwa tego kościoła. We wnętrzu kaplicy zachowany został mormoński oleodruk z wizerunkiem Jezusa.
Ostatni mormoni opuścili okolicę w II połowie lat 80. XX wieku, w związku z czym współcześnie we wsi nie mieszkają już wyznawcy Kościoła. Miejsce to pozostaje jednak często odwiedzane przez wiernych z Polski, jak i z Niemiec. Kościół Jezusa Chrystusa Świętych w Dniach Ostatnich organizuje we wsi liczne akcje charytatywne dla uboższych mieszkańców Mazur.

## Galeria rzeźb
W Zełwągach, w pomormońskich zabudowaniach mieszka i prowadzi galerię rzeźbiarz Zdzisław Grunwald, w którego domu Horst Michalowski napisał swoją powieść „Die Silberstraße. Ein Masurenbuch”. W pobliżu znajduje się również torfowisko Zełwągi, należące do nadleśnictwa maskulińskiego, leśn. Baranowo. Objęto tu ochroną stanowisko wierzby borówkolistnej, liczące około 400 pędów rosnących pod przykryciem kilkudziesięcioletniego drzewostanu sosnowego.